# توماس لي (سياسي تايواني)
توماس لي (بالصينية: 李桐豪) هو اقتصادي وسياسي تايواني، ولد في 7 أكتوبر 1955 في تايوان. حزبياً، نشط في People First Party (Taiwan) ‏. في 2012 Taiwanese legislative election ‏، انتخب عضو مجلس ليوان التشريعي ‏ عن دائرة National At-Large Constituency ‏ وقد انضم خلال فترته النيابية ‏ (1 فبراير 2012 – )  للكتلة البرلمانية People First Party (Taiwan) ‏.